# Alvéolo cortical
Los alvéolos corticales son orgánulos celulares constituidos por vesículas situadas bajo la membrana plasmática a la que dan soporte.  Se han definido como sacos de membrana lisos que fortalecen la corteza celular mediante fijación firme a la membrana plasmática subyacente y microtúbulos subyacentes. Típicamente forman una capa continua formando una película flexible, aunque pueden constituir una estructura semirrígida o las placas de una armadura. Están presentes en las algas Glaucophyta y protistas de los grupos Alveolata y Telonemia, por ello Alveolata recibe esta denominación. Aunque los alvéolos corticales presentan una gran variación de forma y función entre los distintos grupos, siempre soportan la membrana citoplasmática. En el caso de los apicomplejos parásitos, están relacionados con la movilidad y facilitan la invasión de las células del huésped, por lo que tienen una gran importancia médica. En los dinoflagelados contienen celulosa y forman las placas de una armadura. Por último, en los ciliados forman parte del complejo cortical, que soporta los extrusomas, los cuerpos basales de los cilios y el intrincado citoesqueleto cortical.